# Cyrtodactylus ayeyarwadyensis
Espèce
Statut de conservation UICN

 DD  : Données insuffisantes
Cyrtodactylus ayeyarwadyensis est une espèce de geckos de la famille des Gekkonidae.

## Répartition
Cette espèce se rencontre dans l'État d'Arakan et la région d'Ayeyarwady en Birmanie et dans la division Chittagong au Bangladesh.

## Description
C'est un gecko insectivore, terrestre et nocturne.

## Étymologie
Son nom d'espèce, composé de ayeyarwady et du suffixe latin -ensis, « qui vit dans, qui habite », lui a été donné en référence au lieu de sa découverte.

## Publication originale
- Bauer, 2003 : Descriptions of seven new Cyrtodactylus (Squamata: Gekkonidae) with a key to the species of Myanmar (Burma). Proceedings of the California Academy of Sciences, vol. 54, n. 25, p. 463-498 (texte intégral).